# Quebrada Amolanas
La quebrada Amolanas es un curso de agua intermitente que fluye en la Región de Coquimbo, es costera y queda entre los ríos Limarí y el Choapa.

## Trayecto
El cauce desemboca en el océano Pacífico.

## Historia
Luis Risopatrón lo describe en su Diccionario Jeográfico de Chile: 28 
Amolanas (Quebrada de las) 31° 12’ 71° 37’. Seca, con márjenes de poco ménos de un kilómetro de ancho, en su mayor parte bajas i peladas, corre hácia el SW i desemboca en el mar, a corta distancia al S de la caleta Sierra. 62, II, p. 288 i 289; 63, p. 171; 101, p. 219; 129; 155, p. 26; i 156; i de las Almolanas error tipográfico en 63, p. 162.